# Attilio Marinoni

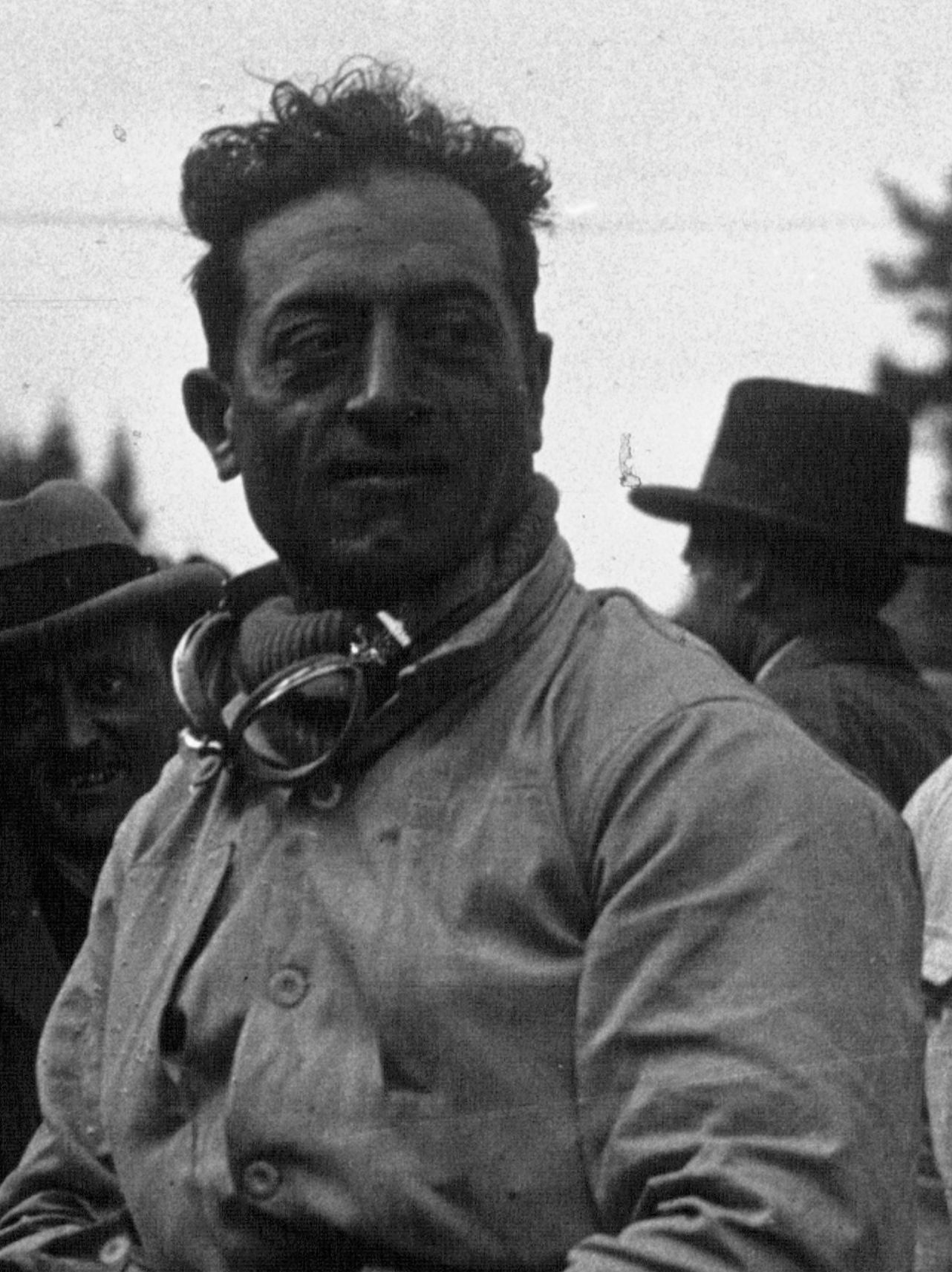
Attilio Marinoni 1929

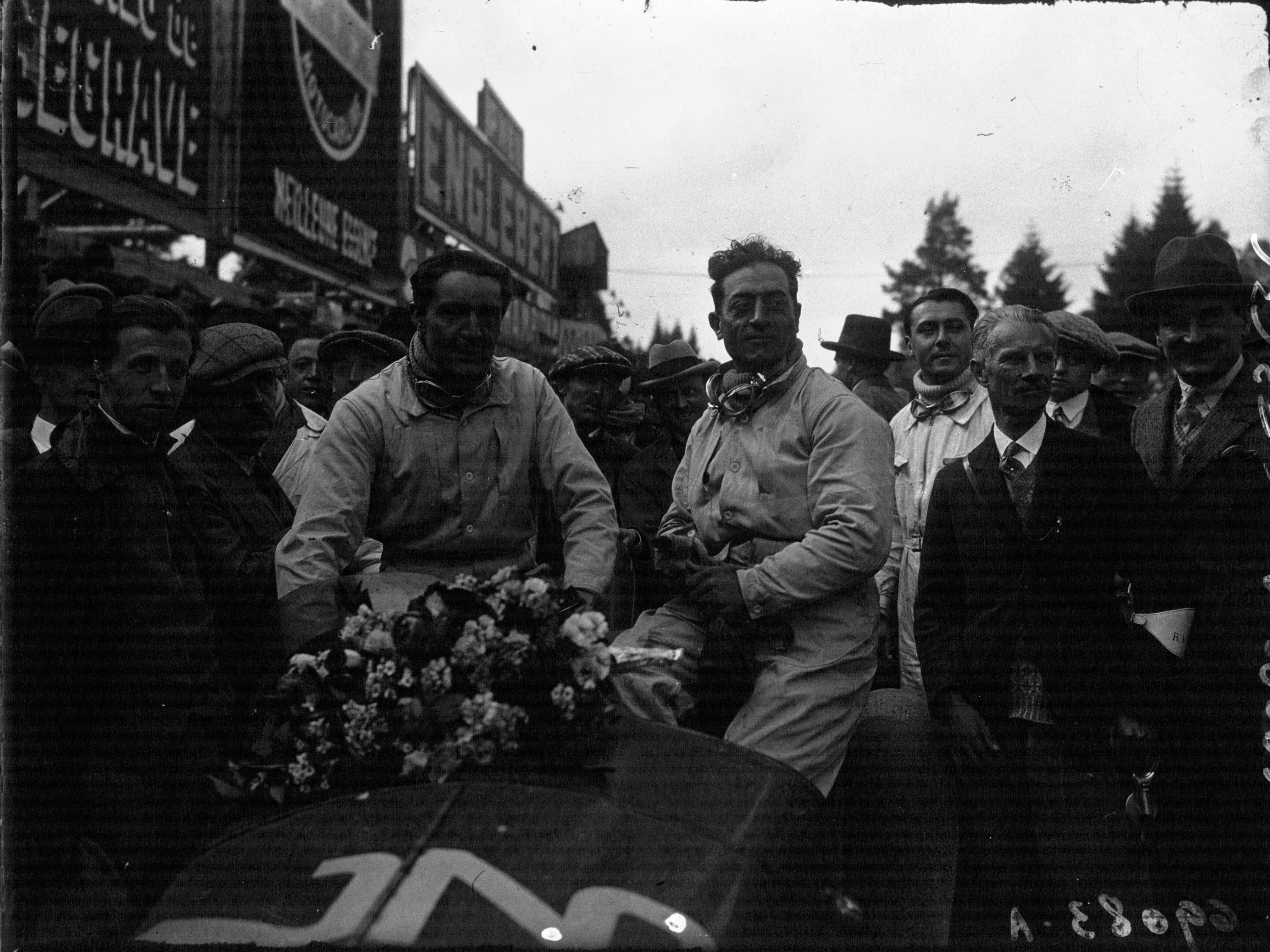
Marinoni zusammen mit Robert Benoist nach dem Sieg beim 24-Stunden-Rennen von Spa-Francorchamps 1929.

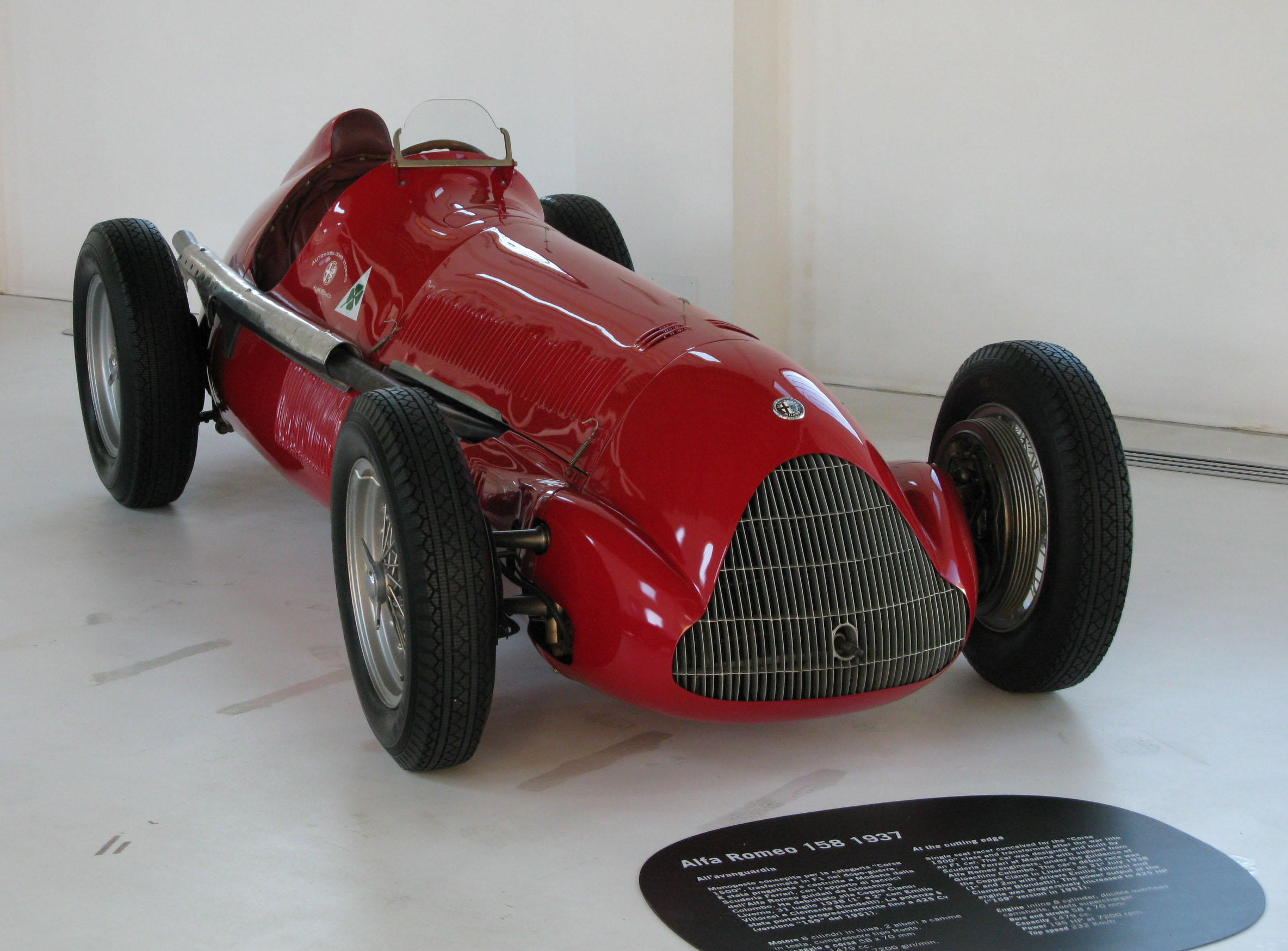
Ein Alfa Romeo Tipo 158 ähnlich dem Unfallfahrzeug.

Attilio Marinoni (* 1892 in Lodi; † 19. Juni 1940 bei Lainate) war ein italienischer Automobilrennfahrer.

## Karriere
Marinoni begann nach dem Ersten Weltkrieg beim Werksteam des Mailänder Automobilherstellers Alfa Romeo als Mechaniker zu arbeiten. Später wurde er Copilot von Giuseppe Campari, der gleich alt war und ebenso aus Lodi stammte. Mit Campari siegte er beispielsweise auf Alfa Romeo P2 beim Großen Preis von Frankreich 1924 auf dem Circuit de Lyon.
1927 gewann Marinoni am Steuer eines Alfa Romeo 6C die Coppa Ciano in der Sportprototypenklase. Zwischen 1928 und 1930 war er für Alfa Romeo an der Seite von Boris Iwanowski, Robert Benoist bzw. Pietro Ghersi dreimal in Folge beim 24-Stunden-Rennen von Spa-Francorchamps in Belgien erfolgreich. Auch bei den ersten sechs Auflagen der Mille Miglia war Marinoni am Start. Seine besten Resultate dabei erzielte er mit Rang drei 1930 und Rang zwei 1931 jeweils zusammen mit Campari. Auch in der von der AIACR ausgeschriebenen Grand-Prix-Europameisterschaft war er für Alfa aktiv. So wurde er zum Beispiel zusammen mit Baconin Borzacchini und Rudolf Caracciola auf Alfa Romeo Monza Dritter beim Großen Preis von Italien 1932 auf dem Autodromo di Milano in Monza.
Von 1934 bis 1938 war Attilio Marinoni als Chefmechaniker und Test- sowie Ersatzfahrer für die Scuderia Ferrari von Enzo Ferrari aktiv. Seine besten Resultate in der Grand-Prix-EM waren die vierten Ränge beim Großen Preis von Belgien 1935 in Spa-Francorchamps bzw. beim Großen Preis von Italien 1935 in Monza, die er jeweils auf Alfa Romeo Tipo B/P3 einfuhr. 
Später kehrte Marinoni zu Alfa Romeo zurück und wurde Cheftestfahrer. Er verunglückte am 19. Juni 1940 im Alter von 48 Jahren bei einer Testfahrt tödlich. Marinoni hatte sich mit einem der Alfa Romeo Tipo 158, der mit einer neuen De-Dion-Hinterachse aus einem Tipo 512 ausgerüstet war, auf der Autostrada A8 zwischen Mailand und Varese nahe Lainate befunden – Testfahrten auf öffentlichen Straßen waren zur damaligen Zeit üblich – als er mit seinem Wagen in einen Lastwagen prallte. Der Tipo 158 wurde dabei schwer beschädigt und ging in Flammen auf, Marinoni war auf der Stelle tot. Seinen Posten bei Alfa Romeo übernahm Consalvo Sanesi.

## Statistik

### Vorkriegs-Grands-Prix-Ergebnisse
| Saison | Team             | Wagen                | 1   | 2   | 3   | 4 | 5 | 6 | 7 | Punkte | Position |
| ------ | ---------------- | -------------------- | --- | --- | --- | - | - | - | - | ------ | -------- |
| 1932   | S.A. Alfa Romeo  | Alfa Romeo Monza     |     |     |     |   |   |   |   | — 1    | — 1      |
| 1932   | S.A. Alfa Romeo  | Alfa Romeo Monza     | 3 1 |     |     |   |   |   |   | — 1    | — 1      |
| 1934   | Scuderia Ferrari | Alfa Romeo Tipo B/P3 |     |     |     |   |   |   |   | —      | —        |
| 1934   | Scuderia Ferrari | Alfa Romeo Tipo B/P3 |     | 6 1 |     |   |   |   |   | —      | —        |
| 1935   | Scuderia Ferrari | Alfa Romeo Tipo B/P3 |     |     |     |   |   |   |   | 52     | 24.      |
| 1935   | Scuderia Ferrari | Alfa Romeo Tipo B/P3 |     |     | 4 1 |   |   | 4 |   | 52     | 24.      |
| 1937   | Scuderia Ferrari | Alfa Romeo 12C-36    |     |     |     |   |   |   |   | 36     | 20.      |
| 1937   | Scuderia Ferrari | Alfa Romeo 12C-36    | 11  |     |     |   |   |   |   | 36     | 20.      |

| Legende  | Legende                                                                   | Legende                                                                   | Legende   |
| Farbe    | Bedeutung                                                                 | Bedeutung                                                                 | EM-Punkte |
| -------- | ------------------------------------------------------------------------- | ------------------------------------------------------------------------- | --------- |
| Gold     | Sieg                                                                      | Sieg                                                                      | 1         |
| Silber   | 2. Platz                                                                  | 2. Platz                                                                  | 2         |
| Bronze   | 3. Platz                                                                  | 3. Platz                                                                  | 3         |
| Grün     | Klassifiziert, mehr als 75% der Renndistanz zurückgelegt                  | Klassifiziert, mehr als 75% der Renndistanz zurückgelegt                  | 4         |
| Blau     | nicht punkteberechtigt, zwischen 50% und 75% der Renndistanz zurückgelegt | nicht punkteberechtigt, zwischen 50% und 75% der Renndistanz zurückgelegt | 5         |
| Violett  | nicht punkteberechtigt, zwischen 25% und 50% der Renndistanz zurückgelegt | nicht punkteberechtigt, zwischen 25% und 50% der Renndistanz zurückgelegt | 6         |
| Rot      | nicht punkteberechtigt, weniger als 25% der Renndistanz zurückgelegt      | nicht punkteberechtigt, weniger als 25% der Renndistanz zurückgelegt      | 7         |
| Farbe    | Abkürzung                                                                 | Bedeutung                                                                 | EM-Punkte |
| Schwarz  | DSQ                                                                       | disqualifiziert (disqualified)                                            | 8         |
| Weiß     | DNS                                                                       | nicht gestartet (did not start)                                           | 8         |
| Weiß     | DNA                                                                       | nicht erschienen (did not arrive)                                         | 8         |
| sonstige | P/fett                                                                    | Pole-Position                                                             | 8         |
| sonstige | SR/kursiv                                                                 | Schnellste Rennrunde                                                      | 8         |
| sonstige | DNF                                                                       | Rennen nicht beendet (did not finish)                                     | 8         |

### Le-Mans-Ergebnisse
| Jahr | Team                  | Fahrzeug              | Teamkollege       | Platzierung | Ausfallgrund     |
| ---- | --------------------- | --------------------- | ----------------- | ----------- | ---------------- |
| 1931 | Soc. Anon. Alfa Romeo | Alfa Romeo 8C 2300 LM | Goffredo Zehender | Ausfall     | Kraftübertragung |
| 1932 | Prince Djordjadze     | Alfa Romeo 8C 2300    | Angelo Guatta     | Ausfall     | Unfall           |